# آرامگاه سادات نبوی
بقعه سادات نبوی مربوط به دوره قاجار است و در دزفول، محله احمد کور، کوچه ناهید، جنب مسجد دروازه واقع شده و این اثر در تاریخ ۹ اردیبهشت ۱۳۸۲ با شمارهٔ ثبت ۸۳۸۳ به‌عنوان یکی از آثار ملی ایران به ثبت رسیده است.